# 長崎県中対馬病院
長崎県中対馬病院（ながさきけん なかつしまびょういん, Nagasaki Prefecture Nakatsushima Hospital）は、長崎県対馬市美津島町鶏知にあった医療機関。長崎県病院企業団が設置運営する病院であった。
2015年（平成27年）5月に長崎県対馬いづはら病院との統合で長崎県対馬病院が開院したことにより、中対馬病院は閉院した。

## 概要
歴史
1900年（明治33年）に設置された日本陸軍所管の「鶏知衛戍病院」を前身とする。数回の移管・改称を経て2000年（平成12年）に「長崎県離島医療圏組合中対馬病院」となる。2009年（平成21年）に長崎県離島医療圏組合が解散し、長崎県病院企業団が設立されたことにより、現在の名称に改称した。2015年（平成27年）5月17日には、同市にある長崎県対馬いづはら病院と統合され、「長崎県対馬病院」として開院した。
病床数
139床（一般病床90、療養病床37、結核病床8、感染症病床4）
指定・認定
- 日本整形外科学会専門医研修施設
- へき地医療拠点病院
- 二次救急輪番病院
- 臨床研修協力施設 - 長崎大学医学部、福岡大学医学部等の学生を受け入れている。

## 診療科
常設科（8科）
- 内科
- 外科
- 整形外科
- リウマチ科
- 皮膚科
- 循環器内科
- 理学診療科
- 人工透析

特診科（7科）
- 眼科
- 神経内科
- 脳外科
- 泌尿器科
- 耳鼻咽喉科
- 放射線科
- 小児科

## 沿革
- 1900年（明治33年） - 陸軍所管の「鶏知[2]衛戍病院」として創設される。
- 1945年（昭和20年）12月 - 厚生省に移管され、「国立鶏知[2]病院」となる。
- 1956年（昭和31年）3月 - 「国立対馬病院」に改称。
- 1980年（昭和55年）2月 - 二次救急輪番制を開始。
- 1981年（昭和56年）4月 - 現在地に新築移転。
- 2000年（平成12年）2月 - 厚生省から長崎県離島医療圏組合に経営移譲され、「長崎県離島医療圏組合中対馬病院」に改称。
- 2003年（平成15年）4月 - へき地医療拠点病院に指定される。
- 2004年（平成16年）4月 - 第二種感染症4床・作業療法室を増築。
- 2005年（平成17年）
  - 5月 - 一般財団法人日本医療機能評価機構にVer6.0.の認定を受ける。
  - 12月 - ICU病室（5床）を増築。
- 2006年（平成18年）11月 - 臨床研修協力施設に認定される。
- 2009年（平成21年）4月1日 - 長崎県離島医療圏組合の解散・長崎県病院企業団の設立により「長崎県中対馬病院」に改称。
- 2015年（平成27年）5月17日 - 長崎県対馬いづはら病院との統合により対馬市美津島町鶏知乙1168番7に「長崎県対馬病院」が開院[3]。
  - 中対馬病院跡地は、病棟が解体され更地となっている。

## 交通アクセス
- 対馬空港から車で5分
- 対馬交通「中対馬病院」バス停
- 国道382号

## 周辺
- 対馬市立鶏鳴幼稚園
- 対馬市立鶏鳴小学校
- 対馬市立雞知中学校

## 参考資料
- 対馬地域新病院基本計画書 (PDF)
- 対馬地域新病院 (PDF)